# Paul Omba-Biongolo
Paul Omba-Biongolo (Vienne, 28 de diciembre de 1995) es un deportista francés que compite en boxeo. Ganó una medalla de bronce en el Campeonato Europeo de Boxeo Aficionado de 2017, en el peso pesado.

## Palmarés internacional
| Campeonato Europeo | Campeonato Europeo | Campeonato Europeo | Campeonato Europeo |
| Año                | Lugar              | Medalla            | Categoría          |
| ------------------ | ------------------ | ------------------ | ------------------ |
| 2017               | Járkov (Ucrania)   | Medalla de bronce  | 91 kg              |